# Савет за економска и развојна питања Саудијске Арабије
Саудијски савет за економска и развојна питања је један од два подкабинета краљевине Саудијске Арабије. Основао га је краљ Салман од Саудијске Арабије да замени Врховни економски савет, а предводи га син краља Салмана и престолонаследник Мухамед ибн Салман, који има додатне улоге као што је министар одбране.

## Историја
Пад цена нафте у 2014, заједно са развојем безбедносних претњи навело је краља Салмана ибн Абдулазиза ел Сауда да реконструише постојећу структуру кабинета и особље. Неколико дана након ступања на трон, краљ Салман је наредио велике промене у влади, укључујући реконструкцију кабинета, краљевским декретом 29. јануара 2015. године. Заменио је десетак постојећих кабинета, односно саветодавних тела, са два нова: Саветом за политичка и безбедносна питања и Саветом за економска и развојна питања, како би се унапредила ефикасност владиног апарата одлучивања.
Сваке године састанком председава престолонаследник да прегледа и оцени радње и одлуке Савета. Након инаугурационе седнице у фебруару 2015. године, у фебруару 2016. и 2017. године одржане су сесије за ревизију: прва је укључивала извештаје које је израдила Канцеларија за управљање пројектима (у оквиру КЕДА), а друга је представљала извештаје Министарства енергетике, индустрије и минералних ресурса као и министра правде, о побољшању резултата својих ентитета, како би били у складу са визијом краљевине 2030.

## Структура и функција
Савет за економска и развојна питања има за циљ успостављање свеукупног управљања, механизама и мера неопходних за постизање Саудијске визије 2030. То тело се бави питањима која обухватају сва саудијска унутрашња питања, од здравства, рада, образовања и исламских питања.
Савет такође доноси одлуке о било ком питању из своје надлежности које може спречити програме да остваре своје циљеве. Основано је неколико наменских комисија и управних канцеларија. Савет разлаже улоге и одговорности релевантних владиних агенција и механизама, укључујући стратешки комитет и канцеларију за стратешко управљање.

## Чланство савета
| Савет за економска и развојна питања   | Савет за економска и развојна питања                             | Савет за економска и развојна питања |
| Име                                    | Функција у влади                                                 | тело                                 |
| -------------------------------------- | ---------------------------------------------------------------- | ------------------------------------ |
| Принц Мухамед ибн Салман               | Председник, први потпредседник премијера и министар одбране      | члан                                 |
| Мухамед ибн Салех ел-Самани            | Министар правде                                                  | члан                                 |
| Мусад ибн Мухамед ел Аибан             | Државни министар, члан Вијећа министара                          | члан                                 |
| Халид ибн Абдулазиз ел-Фалих           | Министар нафте и минералних сировина                             | члан                                 |
| Мухамед ибн Абдулах ел-Џадан           | Министар финансија                                               | члан                                 |
| Ахмед ибн Сулејман ел-Рајхи            | Министар рада и социјалног развоја                               | члан                                 |
| Мајед ел-Хогаил                        | Министар за становање                                            | члан                                 |
| Мухамед Салех ибн Тахер Бентен         | Министар хаџа и умре                                             | члан                                 |
| Мухамед Алтвејри                       | Министар привреде и планирања                                    | члан                                 |
| Мајд ибн Абдулах ел Касаби             | Министар трговине и инвестиција                                  | члан                                 |
| Салех ибн Насер ел-Јасер               | Министар саобраћаја                                              | члан                                 |
| Абдулах ибн Амер ел-Саваха             | Министар комуникација и информационих технологија                | члан                                 |
| Мухамед ибн Абдулмалик ел Шеик         | Државни министар, члан Вијећа министара                          | члан                                 |
| Фахд ел-Јалајел                        | Министар здравља                                                 | члан                                 |
| Сулејман Алхамдан                      | Министар државне службе                                          | члан                                 |
| Абдулрахман ибн Абдулмошен ел-Фадли    | Министар животне средине, воде и пољопривреде                    | члан                                 |
| Хамд ибн Мухамед ел-Шеик               | Министар просвете                                                | члан                                 |
| Турки ел-Шабанах                       | Министар за медије                                               | члан                                 |
| Бадр ибн Абдулах ибн Мухамед ел Фархан | Министар културе                                                 | члан                                 |
| Фјисал ибн Фархан ел Сауд              | Министар иностраних послова                                      | члан                                 |
| Есам ибн Сад ибн Саид                  | Државни министар, члан Вијећа министара                          | члан                                 |
| Гхасан ибн Абдулрахман ел-Шиб          | Председник управног одбора за локалне садржаје и државне набавке | члан                                 |
| Ахмад ибн Акил ел-Катиб                | Председник Управног одбора за туризам и националну баштину       | члан                                 |
| Мухамед ибн Сулејман ел-Ајаји          | Шеф стручне комисије при Вијећу министара                        | члан                                 |